# Polezhan Point
Der Polezhan Point (englisch; bulgarisch нос Полежан nos Poleschan) ist eine 0,75 km lange Landspitze an der Westküste von Liège Island im Palmer-Archipel westlich der Antarktischen Halbinsel. Sie liegt 2,36 km nordnordöstlich des Garbel Point und 1,65 km südsüdwestlich des Disilitsa Point auf der Südseite der Einfahrt zur Vapa Cove.
Britische Wissenschaftler kartierten sie 1978. Die bulgarische Kommission für Antarktische Geographische Namen benannte sie 2013 nach dem Berg Poleschan im Piringebirge in Bulgarien.